# خبروک
خبروک (به هلندی: Gebroek) یک منطقهٔ مسکونی در هلند است که در اخت-سوسترن واقع شده‌است.